# حديقة فين

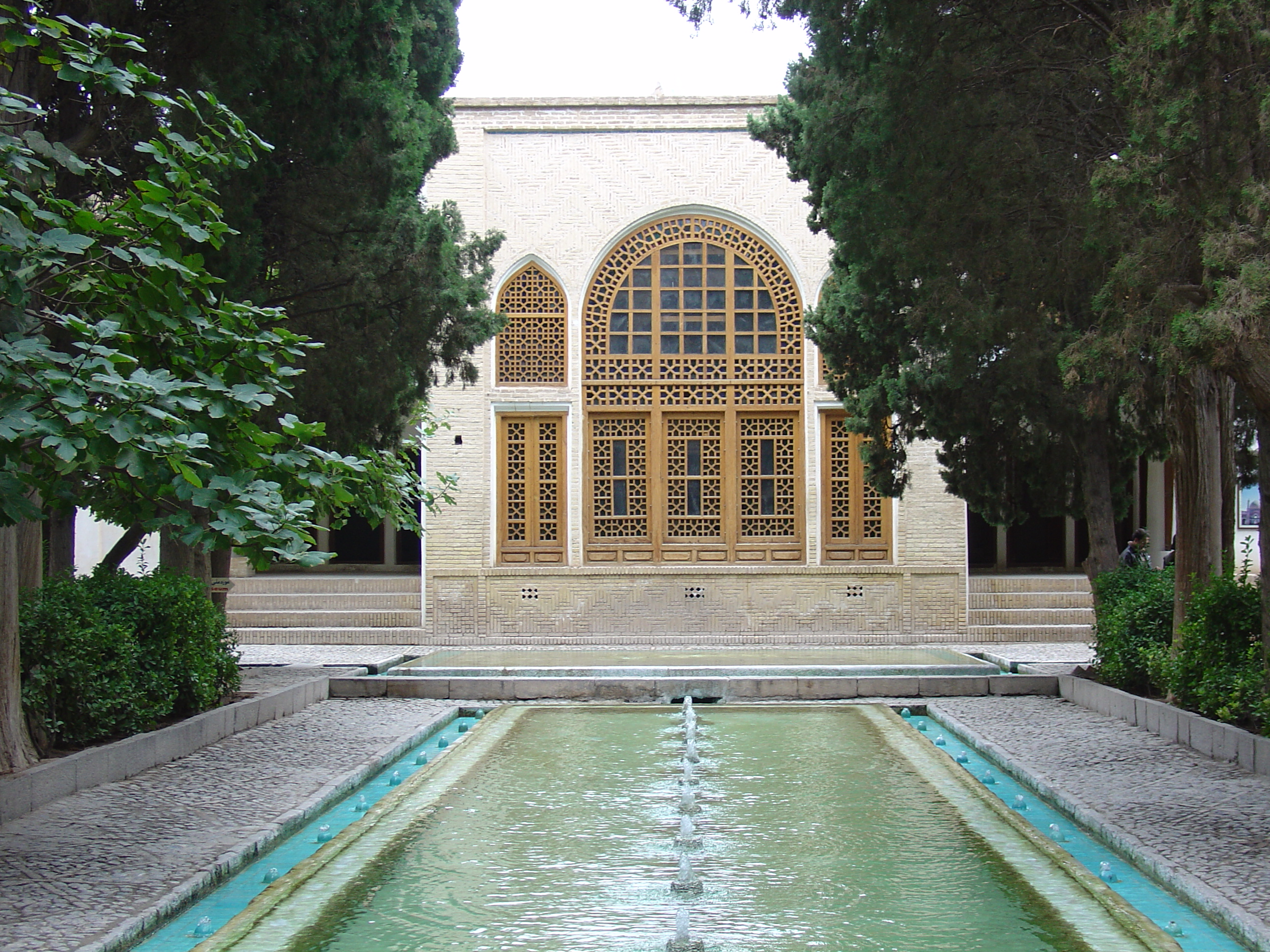
صورة للحديقة.

حديقة فين هي حديقة تاريخية شهيرة تقع إلى الجنوب من مدينة كاشان الإيرانية، ويَرجع تاريخ إنشائها إلى العهد الصفوي. تبلغ مساحتها حالياً هكتارين، وتعتبر من الأماكن السياحية التي يرتادها السواح من داخل وخارج إيران. وتضفي أشجار السرو الضخمة وعمارة «چشمه سليمانية» - أي «نبع سليمانية» - على الحديقة بعداً جمالياً متميزاً.

## الصور

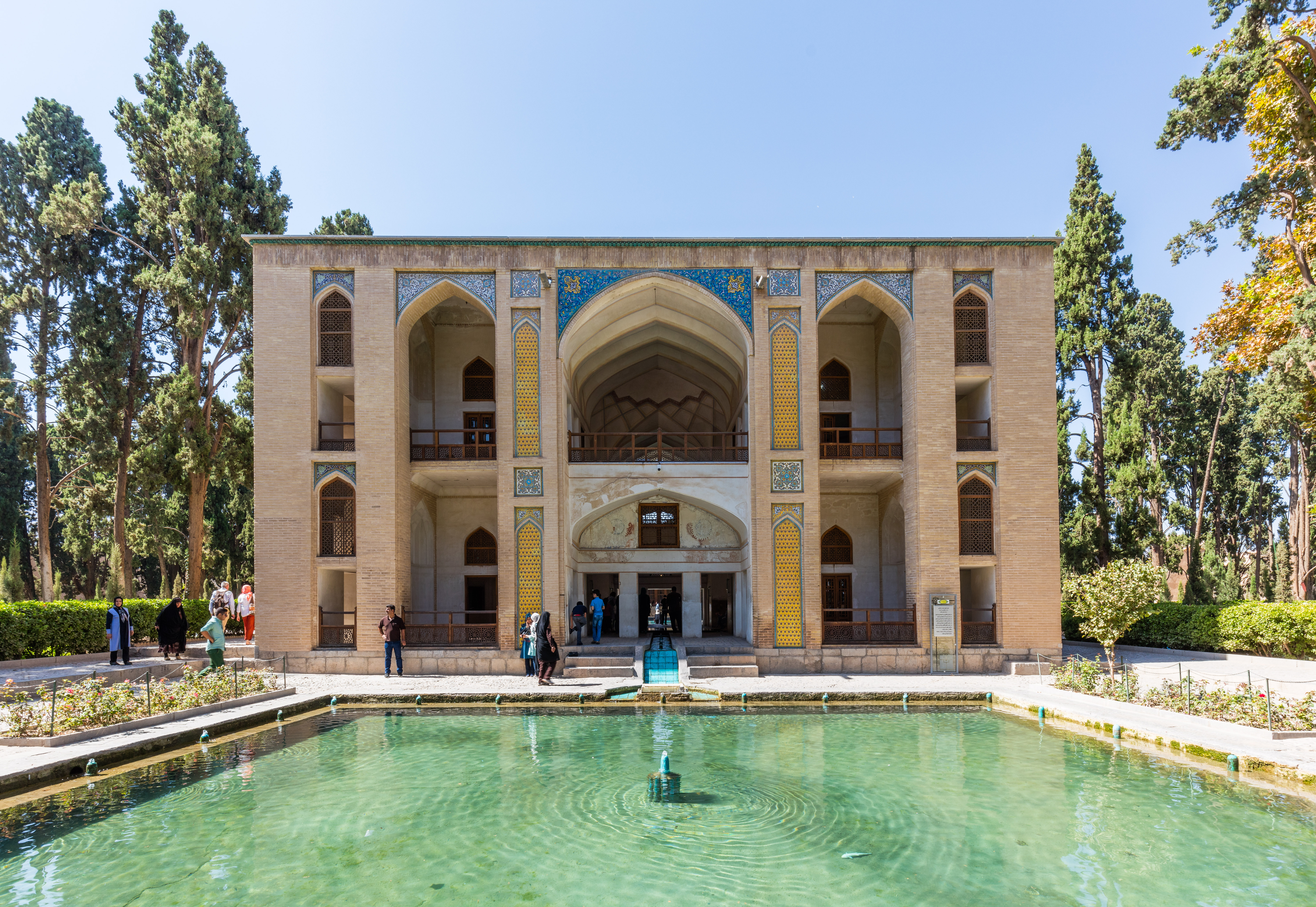
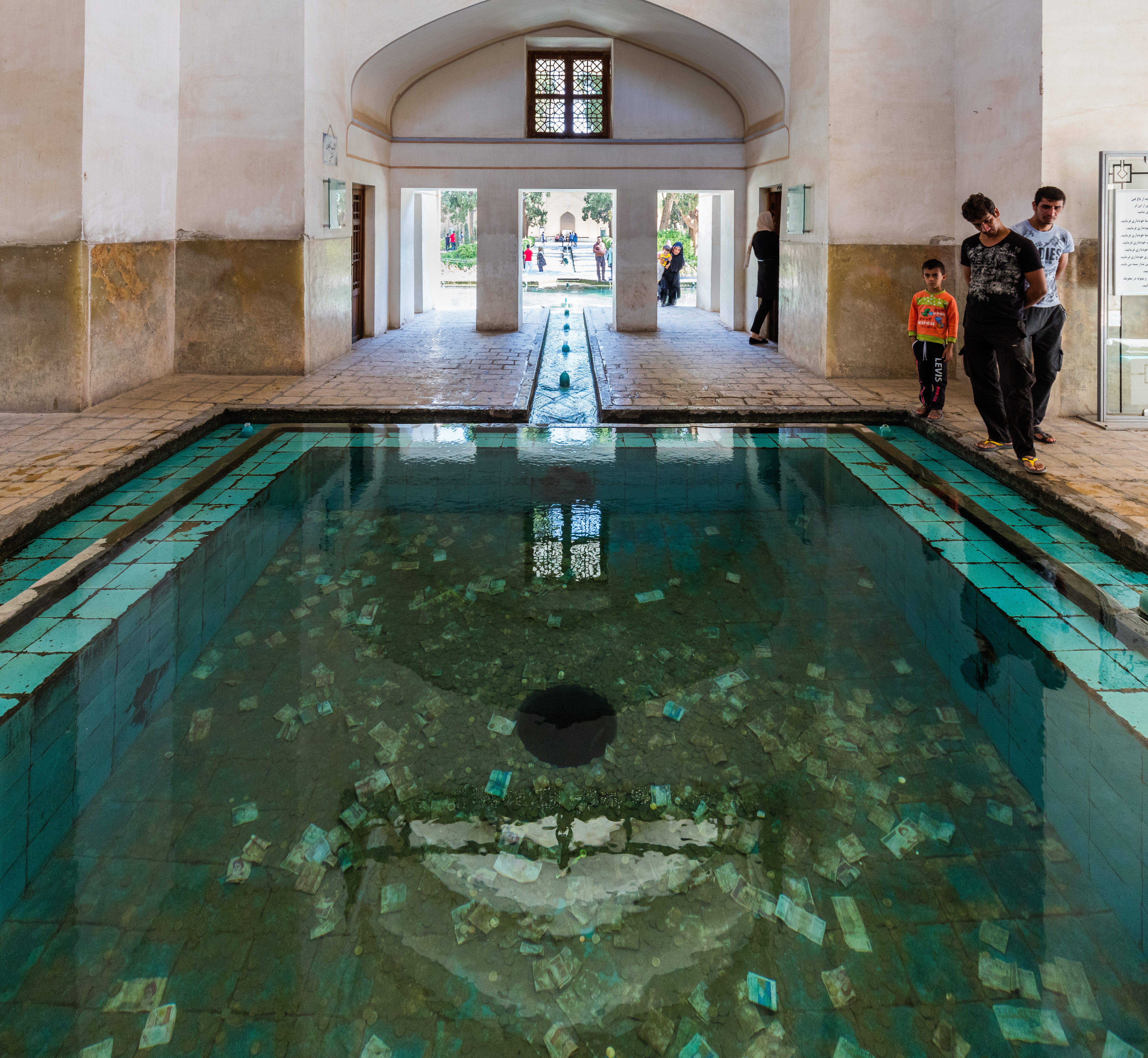
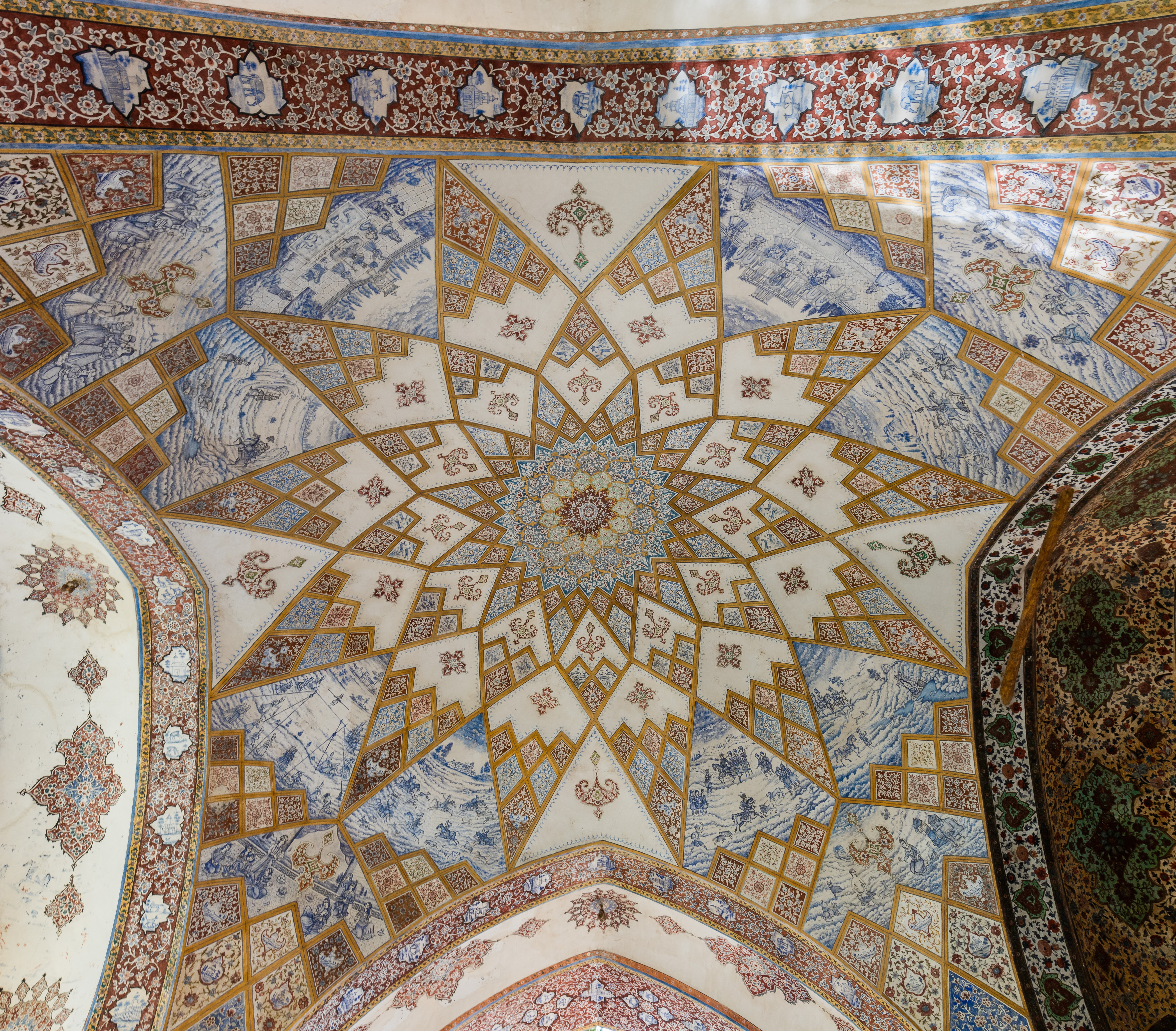